# Alejandro Lakatos
Alejandro Lakatos (* 3. Dezember 1973 in Vulcan, Rumänien) ist ein ehemaliger Boxer im Halbschwergewicht. Er ist dreifacher Latinischer Meister und mehrfacher Anwärter der WBO und WBA. Durch Kämpfe gegen Dariusz Michalczewski und Zsolt Erdei war er jahrelang Kassenmagnet und Publikumsmitglied.

## Karriere
Lakatos gewann seine ersten achtzehn Profikämpfe. In dieser Zeit konnte er gegen Marco Antonio Duante, Aaron Orlando Seria und Roberto Dominguez mehrfach Latinischer Meister werden.

### Kampf gegen Dariusz Michalczewski
Am 5. Mai 2001 kam es zum Aufeinandertreffen mit dem WBO und ehemaligen WBA und IBF Weltmeister Dariusz Michalczewski. Der Pole, der zu der Zeit neben Roy Jones junior als der größte Halbschwergewichtler galt, war bei 43 Kämpfen unbesiegt und hielt seinen Titel seit nun mehr 7 Jahren. Lakatos ging als klarer Außenseiter in den Ring und konnte auch keine Schwierigkeiten für den Weltmeister darstellen. Nachdem der gebürtige Rumäne nach Punkten weit hinten gelegen war, schlug er den Weltmeister öfters unter die Gürtellinie, was den Weltmeister so sehr verärgerte, dass er Lakatos in Runde 9 k. o. schlug. Lakatos kam mit den Hinterkopf auf und Zuschauer vermuteten sogar eine Bewusstlosigkeit. Bewusstlos war Lakatos zwar nicht, trotzdem war der Rumäne sehr angeschlagen und stand deshalb auch bei 10 nicht mehr auf. Michalczewski gewann den Kampf somit durch K. o. in der neunten Runde und behielt seine Titel.
Nach mehreren Siegreichen Kämpfen, bestritt er einen Kampf gegen Elvis Mihailenko, um den vakanten WBA-Titel. Der Kampf war weniger spektakulär und Mihailenko verteidigte seinen Titel durch 1:2 Kampfrichterstimmen.
Nach weiteren siegreichen Kämpfen, forderte er den WBO Weltmeister Zsolt Erdei heraus, der den Titel vorher gegen Julio Gonzalez gewann. Lakatos verlor das Duell einstimmig nach Punkten.
Seinen letzten Kampf bestritt er 2010 gegen Abdelkahim Dehal. Diesen gewann er einstimmig.

## Privat
Lakatos ist gebürtiger Rumäne, änderte seine Staatsangehörigkeit aber in Spanisch um.